# Estaleiro Imperial de Wilhelmshaven
O Estaleiro Imperial de Wilhelmshaven (em alemão: Kaiserliche Werft Wilhelmshaven) foi um estaleiro alemão sediado exclave prussiano de Wilhelmshaven. Foi fundado em 1853 com o nome de Estaleiro Real em um acordo entre o Grão-Ducado de Oldemburgo e o Reino da Prússia, porém inicialmente serviu apenas como arsenal, depósito e instalação de reparos para a marinha prussiana. O estaleiro foi oficialmente inaugurado pelo rei Guilherme I da Prússia em 1869 sob o nome de Estaleiro Naval da Confederação da Alemanha do Norte, assumindo seu nome final três anos depois com a fundação do Império Alemão. Ele foi expandido durante o reinado do imperador Guilherme II da Alemanha e tornou-se o principal estaleiro do país, porém foi fechado em 1918 com o final da Primeira Guerra Mundial. Foi refundado no ano seguinte como Reichsmarinewerft Wilhelmshaven.

## História
Kaiserliche Werft Wilhelmshaven era uma empresa de construção naval alemã em Wilhelmshaven, uma cidade costeira na Baixa Saxônia - Alemanha do Norte - no lado oeste de Jade Bight, uma baía do Mar do Norte.
O predecessor do Kaiserliche Werft foi fundado em 1853 sob um acordo entre o Grão-Ducado de Oldenburg e o Reino da Prússia. O objetivo desse acordo era a proteção da frota mercante de Oldenburg pela marinha prussiana, por um lado, por outro lado, para ampliar a esfera de influência prussiana na parte ocidental da Alemanha. Quando o Tratado de Jade foi assinado, cerca de 3,10 km² de território Oldenburgian em Jade Bight foram cedidos à Prússia.
Nos primeiros anos, a base naval era usada apenas como arsenal, depósito e instalação de reparo para a frota prussiana em desenvolvimento. A construção de portos, rampas, estaleiros, oficinas, etc. necessários ocorreu alguns anos depois.
Após a vitória prussiana sobre a Áustria na Guerra Austro-Prussiana de 1866, a Confederação da Alemanha do Norte foi fundada e o estaleiro foi transferido da Prússia para esta nova confederação. O estaleiro foi inaugurado oficialmente 1869 pelo rei prussiano Guilherme I. Conhecido inicialmente como Königliche Werft, o estaleiro agora se chamava Marinewerft des Norddeutschen Bundes (Estaleiro Naval da Confederação da Alemanha do Norte). Com a proclamação do Império Alemão em 1871, recebeu o nome final de Kaiserliche Werft Wilhelmshaven.

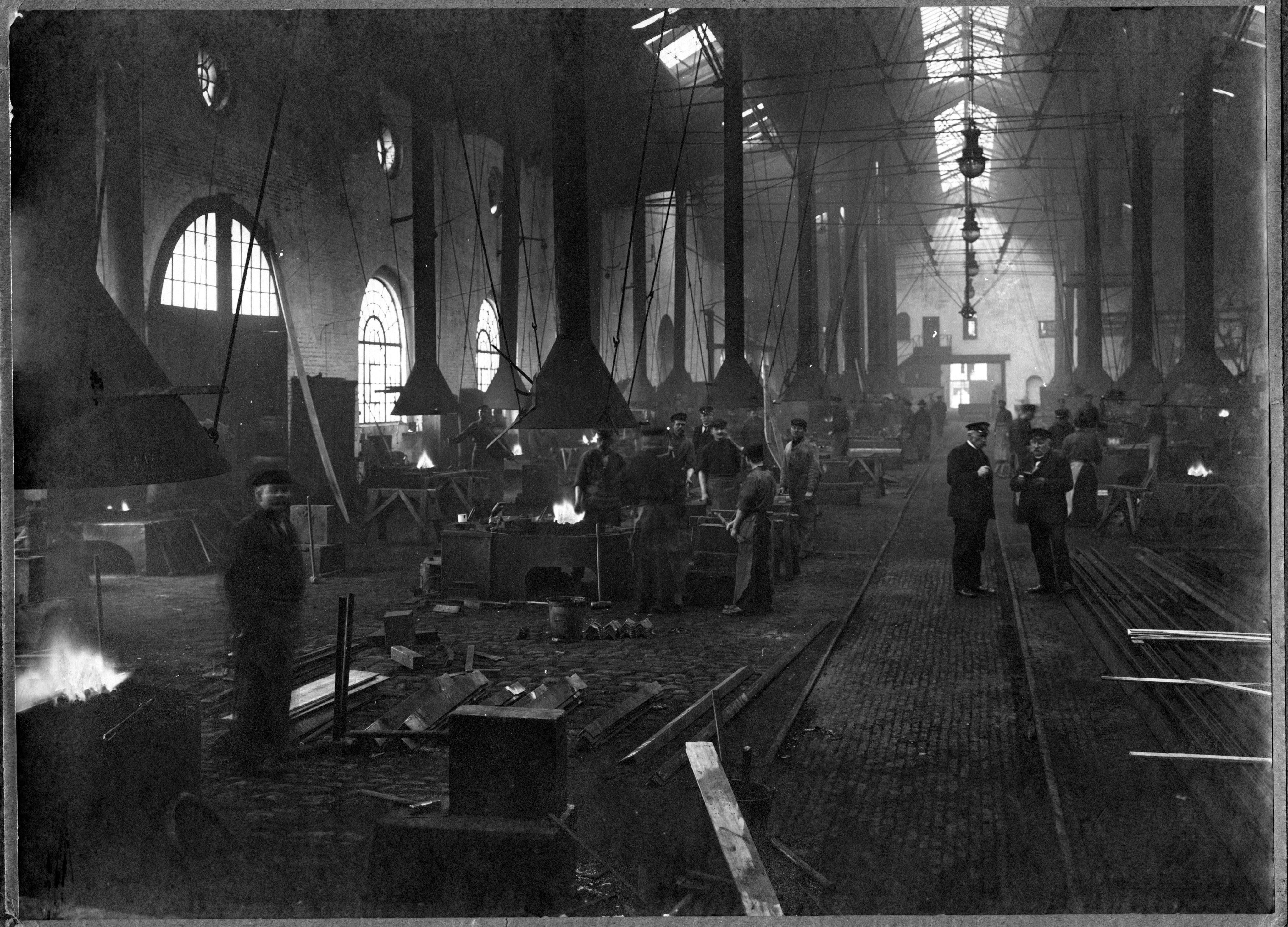
Estaleiro da Marinha Imperial, Wilhelmshaven, 1908

Forçado pelas necessidades da marinha imperial alemã em rápido crescimento, tornou-se necessário aumentar as capacidades de construção naval. Sob o reinado do imperador Guilherme II da Alemanha e seu comandante de frota grande almirante Alfred von Tirpitz, o estaleiro foi imediatamente ampliado. Ele logo se tornou o maior e mais importante dos três estaleiros imperiais alemães, começando com cerca de 3 000 colaboradores em 1880 e, finalmente, com cerca de 21 000 no final de 1918, capaz de construir os maiores e mais fortes navios de guerra da época.
Com o fim da Primeira Guerra Mundial o estaleiro foi fechado por um curto período, depois foi reaberto, agora denominado Reichsmarinewerft Wilhelmshaven e por fim, alguns anos depois Kriegsmarinewerft Wilhelmshaven.